# Nomada discrepans
Nomada discrepans ist eine Biene aus der Familie der Apidae. Die Art ist Nomada flavoguttata sehr ähnlich.

## Merkmale
Die Bienen haben eine Körperlänge von 5 bis 6 Millimetern. Der Kopf und der Thorax der Weibchen sind schwarz und haben eine rote Zeichnung. Die Tergite sind basal verdunkelt, die Scheibe und der Hinterrand sind rot. Das zweite und dritte Tergit haben gelbe Flecken auf den Seiten. Das Labrum ist rot und häufig verdunkelt. Es hat drei Zähnchen. Das dritte Fühlerglied ist kürzer als das vierte. Das letzte Fühlerglied ist auch oben hellgelb.  Das Schildchen (Scutellum) ist bei manchen Individuen rot gefleckt. Die Schienen (Tibien) der Hinterbeine sind am Ende mit einem Borstenhaar und vier bis fünf kurzen, nahe beieinander stehenden kleinen Dornen versehen. Die Männchen haben einen schwarzen Kopf und Thorax mit roter Zeichnung. Die Tergite sind basal schwarz, ansonsten rot mit zwei großen gelben Flecken, die fast Binden bilden. Das Labrum ist schwarz, selten aber auch gelb und trägt ein Zähnchen. Das dritte Fühlerglied ist sehr kurz, das vierte ist doppelt so lang wie breit. Das Schildchen ist schwarz und hat bei den meisten Individuen an den Seitenlappen je einen roten Punkt. Die Schienen der Hinterbeine haben am Ende zwei oder drei kleine Dornen.

## Vorkommen und Lebensweise
Die Art ist in Nordwestafrika, Süd- und mancherorts in Mitteleuropa verbreitet. Die Tiere fliegen in zwei Generationen von Mitte April bis Mitte August. Welche Arten Nomada discrepans parasitiert, ist unbekannt.

## Belege
Felix Amiet, M. Herrmann, A. Müller, R. Neumeyer: Fauna Helvetica 20: Apidae 5. Centre Suisse de Cartographie de la Faune, 2007, ISBN 978-2-88414-032-4.